# Oświecenie w Polsce

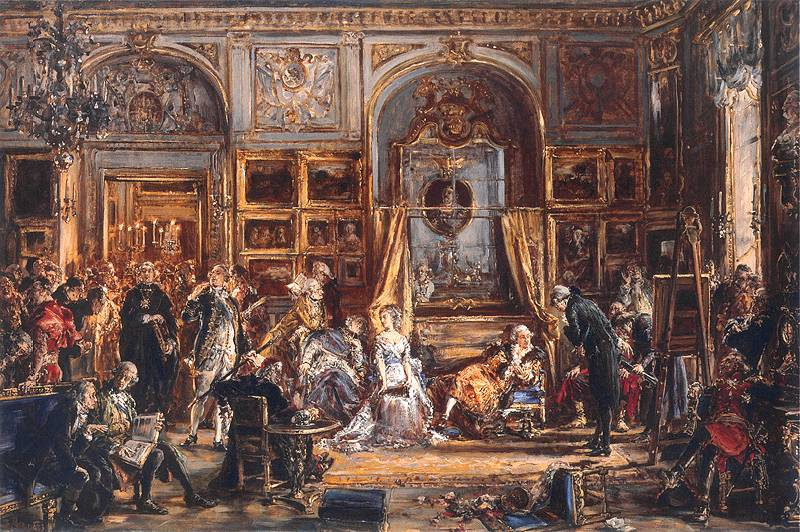
Konstytucja 3 maja. Sejm Czteroletni. Komisja edukacyjna. Rozbiór. R.P. 1795. obraz Jana Matejki z 1889

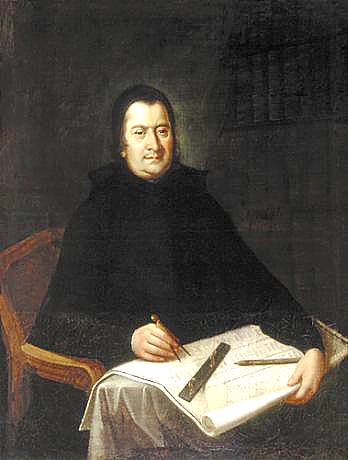
Ksiądz Stanisław Konarski

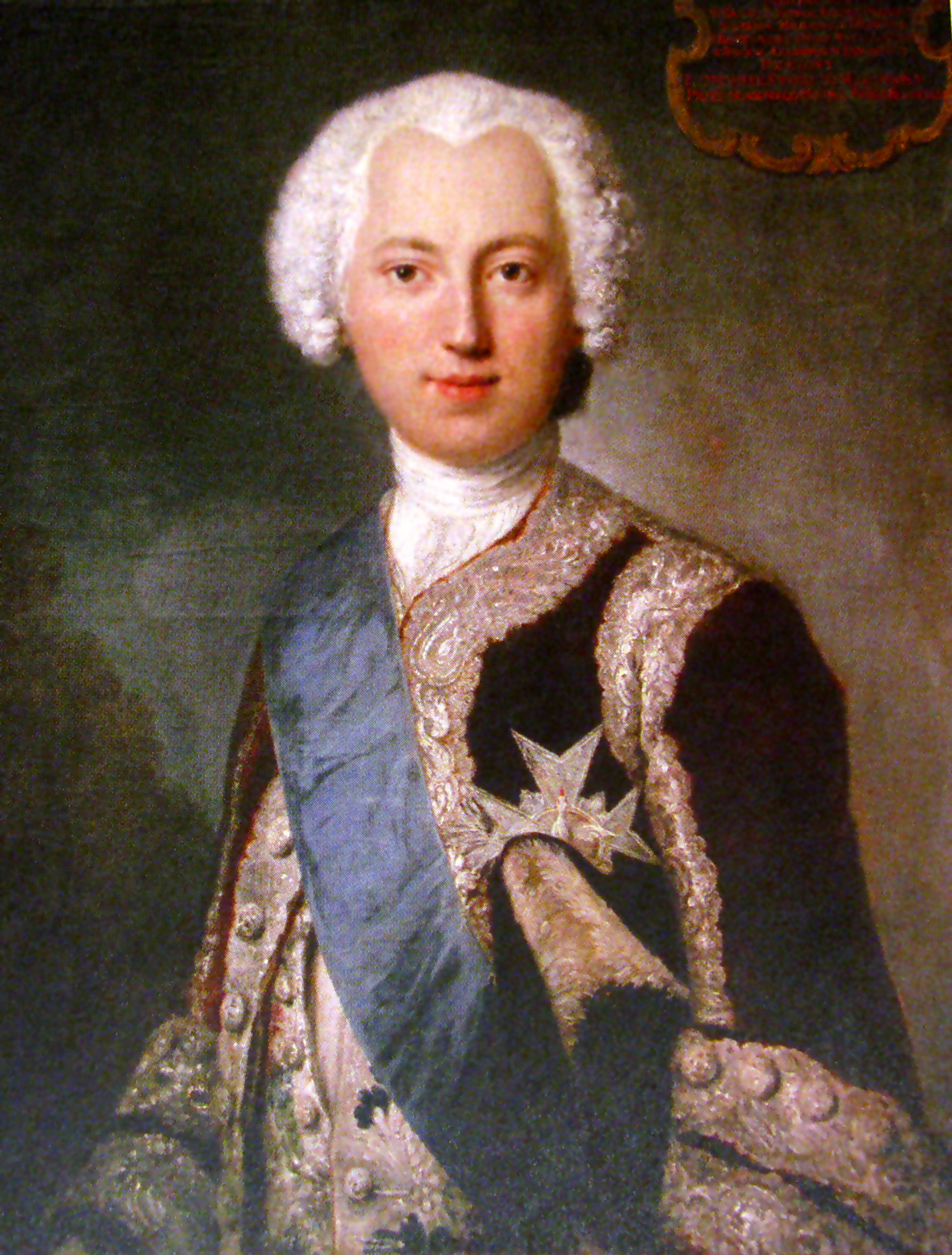
Książę Józef Aleksander Jabłonowski, historyk, bibliograf, mecenas sztuki, założyciel Towarzystwa Naukowego Jabłonowskich w Lipsku

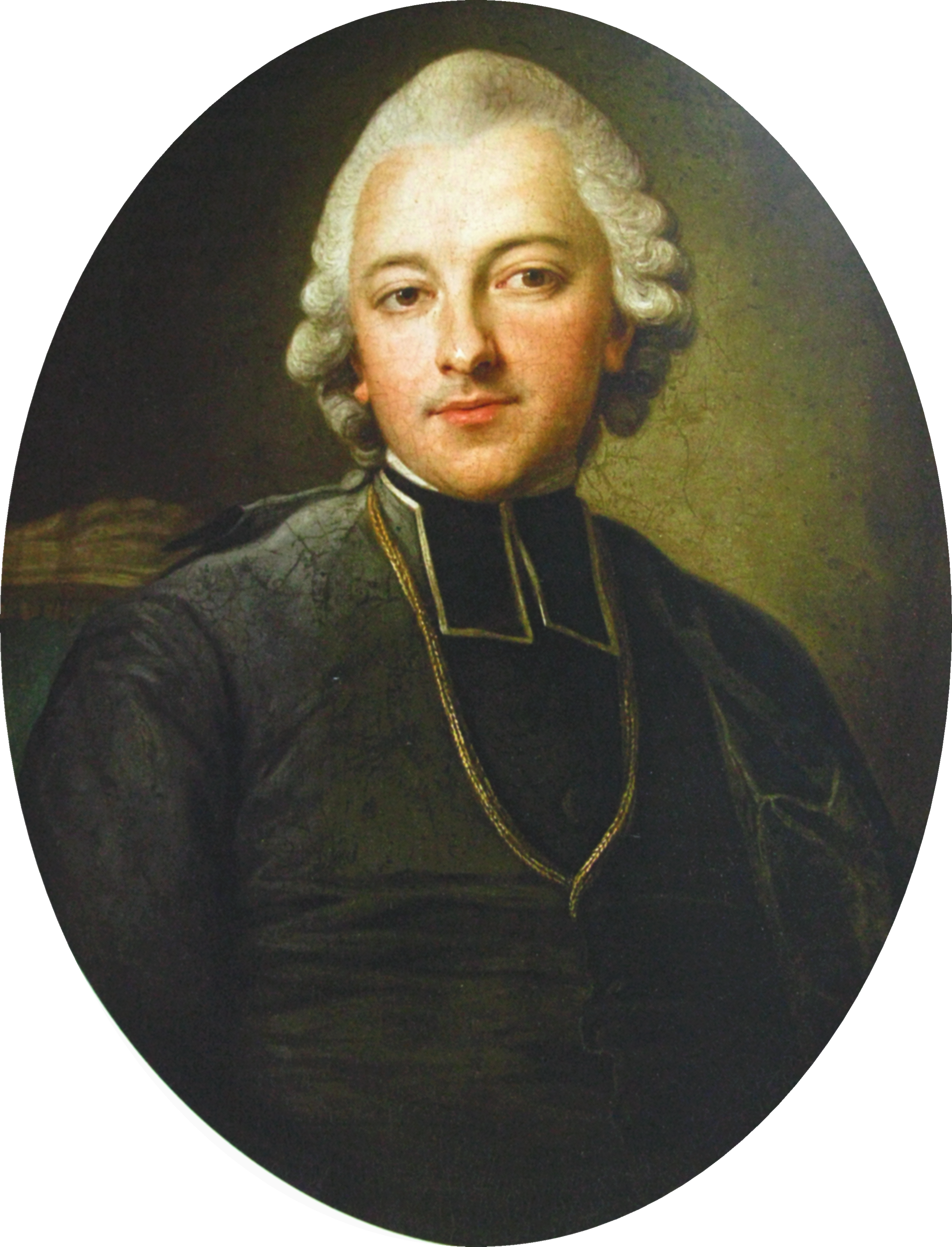
Biskup warmiński, książę sambijski Ignacy Krasicki

W Polsce idee oświecenia, którego przedstawiciele domagali się między innymi: przejęcia przez państwo dóbr biskupich, kasaty apelacji do Rzymu, likwidacji znacznej części świąt i bractw dewocyjnych,  przyjęły się później niż w krajach Europy Zachodniej, co było związane z tym, że mieszczaństwo zyskało większe znaczenie dopiero w II poł. XVIII w. Przyjmuje się, że ramy czasowe polskiego oświecenia obejmują okres od lat 40. XVIII wieku do roku 1822, z zastrzeżeniem, iż niektóre przejawy klasycyzmu przetrwały do połowy XIX w. Specyfiką polskiego oświecenia był niespotykany gdzie indziej udział kleru katolickiego w tym ruchu. Pierwsze pokolenie ludzi oświecenia stanowili głównie duchowni, zaś w całokształcie epoki księża stanowili aż 40% spośród czołowych postaci oświecenia w Polsce. Zjawisko to bywa nazywane oświeceniem katolickim.
Idee oświeceniowe przyświecały wielu wybitnym osiemnastowiecznym prominentom i luminarzom ówczesnej kultury. Dzięki nim nastąpił gwałtowny rozwój szkolnictwa, nauk ścisłych, życia politycznego i kulturalnego. Dzięki działalności m.in. Stanisława Kostki Potockiego i Ignacego Potockiego Polska jako pierwszy kraj w Europie otrzymała nowoczesną konstytucję. Zaistniały wtedy również próby budowania państwa na zasadach oświeceniowych.

## Kultura
W 1765 roku z inicjatywy króla założono w Warszawie pierwszy w dziejach Polski teatr publiczny. Przedstawienia odbywały się w wydzierżawionym budynku zwanym „Operalnią”. Występowały w nim trzy zespoły: polski, włoski i francuski. Król zjednał dla teatru Franciszka Bohomolca, mającego spore doświadczenie w pisaniu komedii. Według autorów „Monitora” komedia „śmiech wznieca i prowadzi do obrzydzenia przywar cnotom towarzyskim przeciwnych”. Bohomolec ośmieszał wszelkie wady sarmackie, jak np.: zabobony, przesądy, uleganie modom i wpływom zagranicznym. W późniejszych latach ważną rolę w rozwoju komedii odegrał Franciszek Zabłocki, a w rozpowszechnianiu teatru – Wojciech Bogusławski.
Rozpoczęcie walk po I rozbiorze Polski spowodowało zawieszenie – na siedem lat – działalności teatru publicznego i osłabienie bojowej publicystyki „Monitora”. Król nie ustawał w wysiłkach mających na celu wydźwignięcie kraju z zacofania kulturalnego i społecznego. Gromadził na Zamku (latem w Łazienkach) najwybitniejszych poetów, publicystów i działaczy polskiego oświecenia (Bohomolec, Konarski, Naruszewicz, Trembecki, Wybicki, Zamoyski i czasami Krasicki). Spotkania te nazwano obiadami czwartkowymi (lub literackimi, uczonymi czy rozumnymi). Dyskutowano na nich o projektach reform ustrojowych, przedstawiano poważne prace literackie, ale i zabawiano się swawolnymi wierszami.
Królewski mecenat obejmował nie tylko literatów, ale i roztaczał opiekę nad malarzami, rzeźbiarzami, architektami. Stanisław August sprowadził do Polski wybitnych artystów wyznaczając im stałe pensje i wynagradzając dodatkowo za wykonane prace. Włoch Dominik Merlini zaprojektował przy współudziale króla Pałac Łazienkowski, Marcello Bacciarelli ozdobił wnętrza Zamku Królewskiego i Pałacu w Łazienkach malowidłami o treściach alegoryczno-mitologicznych i historycznych. Trzeci Włoch, Bernardo Bellotto zwany Canaletto, pozostawił cykl widoków Warszawy, z niezwykłą dokładnością oddając wszystkie szczegóły. Zygmunt Vogel tworzył akwarele z widokami miast, ruin i zabytków. Stanisław August z pasją oddawał się kolekcjonerstwu: zbierał medale, stare monety, obrazy, ryciny, kopie rzeźb antycznych i współczesnych. Jego zbiory stały się zaczątkiem wielu późniejszych kolekcji muzealnych.

## Rozwój publicystyki
W 1765 zaczął ukazywać się tygodnik „Monitor”, nazwany „czasopismem moralnym”, wzorowany na angielskim „Spektatorze”, inspirowany i wspierany finansowo przez króla. Stał się główną trybuną propagowania reform. W pierwszym okresie redagował go Ignacy Krasicki, korzystając także z artykułów Franciszka Bohomolca, Konarskiego, Czartoryskiego, Adama Naruszewicza. „Monitor” poruszał bardzo wiele aktualnych i różnorodnych tematów. W esejach, reportażach, felietonach, artykułach, listach do redakcji krytykowano „sarmackie zacofanie”, postulowano nowy wzór osobowy „oświeconego szlachcica”. Broniono mieszczan i chłopów, poruszane były tematy dotyczące problemów gospodarczych Polski, tolerancji religijnej i edukacji świeckiej. Monitorowi autorzy ostrożnie przemycali myśli i koncepcje Johna Locke’a, Woltera, Rousseau oraz francuskich encyklopedystów. „Monitor” wydawany był przez 21 lat, jednak największą rolę odegrał w pierwszych trzech latach istnienia.
W latach 1770–1777 z inicjatywy króla ukazywał się tygodnik „Zabawy Przyjemne i Pożyteczne”, redagowany przez Adama Naruszewicza; był on nieoficjalnym organem grona intelektualistów skupionych wokół tzw. obiadów czwartkowych.

## Edukacja i nauka

### Czasy saskie
W 1740 roku pijar Stanisław Konarski założył Collegium Nobilium pijarów w Warszawie dla młodzieży szlacheckiej. Ogłosił rozprawę „O poprawie wad wymowy”. Ważną rolę odgrywał, wydany w 1743 traktat polityczny Głos wolny wolność ubezpieczający przypisywany Stanisławowi Leszczyńskiemu.

### Czasy stanisławowskie
W czasach stanisławowskich podjęto próbę reformy nauczania uniwersyteckiego. Uniwersytety miały stać się w zasadzie wyższymi szkołami zawodowymi.
W 1765 roku król Stanisław August Poniatowski założył Szkołę Rycerską, zwaną też „Akademią Szlachecką Korpusu Kadetów”. Jej komendantem został bliski wówczas współpracownik Stanisława Augusta książę Adam Kazimierz Czartoryski. Szkoła nie tylko przygotowywała do służby wojskowej, lecz dawała gruntowną i wszechstronną wiedzę oraz kształtowała postawy patriotyczne i moralne. Dowodem przykładania wagi do tych spraw był zbiór zasad postępowania nazwany „Katechizmem kadeckim”, opracowany przez komendanta szkoły, nieoficjalnym hymnem zaś był wiersz Krasickiego „Święta miłości kochanej ojczyzny”.
Na jednym z obiadów czwartkowych król przedstawił projekt przekazania majątku po skasowanym przez papieża Klemensa XIV zakonie jezuickim (sieć szkół jezuickich stanowiła podstawę systemu oświaty Rzeczypospolitej) na rzecz planowanej Komisji Edukacji Narodowej. Sejm delegacyjny zatwierdzający w 1773 roku traktat rozbiorowy, powołał jednocześnie KEN, powierzając jej całokształt prac dotyczących organizacji szkolnictwa. Było to posunięcie w ówczesnej Europie pionierskie, uznane za jeden ze sposobów ratowania ojczyzny. Komisja zreformowała Akademie Wileńską i Krakowską nadając im nazwy Szkoły Głównej Litewskiej i Szkoły Głównej Koronnej. Podlegały im szkoły średnie – wydziałowe i podwydziałowe, a tym z kolei szkoły elementarne. Powołano Towarzystwo do Ksiąg Elementarnych, które zajęło się zaopatrzeniem szkół w podręczniki dostosowane do nowego programu nauczania. Program ten miał za zadanie wykształcić i wychować „oświeconych patriotów”, umiejących godzić dobro indywidualne z dobrem zbiorowości, zdolnych do obrony ojczyzny i do pracy dla niej, tolerancyjnych, odrzucających przesądy i stanowe uprzedzenia.
Po rozbiorach, w miejsce poprzedniego dydaktyzmu i utylitaryzmu, pojawił się nurt niepodległościowy, związany z powstaniem i działalnością Legionów Dąbrowskiego. W kulturze główny nacisk został położony na rozwój nauki i literatury, mający dowieść żywotności i trwałości narodu brutalnie pozbawionego własnej państwowości. Towarzystwo, powstałe w 1800 roku, skupiało czołowych polskich uczonych z różnych dyscyplin oraz pisarzy i mecenasów nauki i literatury. „Ocalić i wydoskonalić ojczystą mowę, zachować i udoskonalić narodu historię, poznać rodowitą ziemię i wszystkie jej płody, dla tych dobycia, używania potrzebne rozkrzewić umiejętności i sztuki” – tak charakteryzowano działalność towarzystwa.
W tym czasie również swoją działalność rozwijali: Jan i Jędrzej Śniadeccy, Stanisław Staszic czy Michał Ogiński.

## Najważniejsze postacie oświecenia w Polsce
- Wojciech Bogusławski – aktor, śpiewak, pisarz
- Franciszek Bohomolec – jezuita, komediopisarz, poeta
- Tadeusz Czacki – działacz oświatowy i gospodarczy
- Jakub Jasiński  – generał, działacz polityczny, poeta
- Franciszek Salezy Jezierski  –  kaznodzieja, powieściopisarz, publicysta polityczny i działacz społeczno-oświatowy
- Franciszek Karpiński  – poeta, dramatopisarz, tłumacz, publicysta,
- Jan Krzysztof Kluk – przyrodnik, botanik
- Franciszek Dionizy Kniaźnin – poeta, dramatopisarz
- Hugo Kołłątaj – działacz i publicysta, wokół którego skupiała się tzw. Kuźnica Kołłątajowska
- Stanisław Konarski –  poeta, publicysta, reformator szkolnictwa, założyciel Collegium Nobilium
- Onufry Kopczyński – ksiądz, poeta, autor pierwszego podręcznika gramatyki języka polskiego, członek konfederacji targowickiej
- Ignacy Krasicki – biskup, poeta, prozaik, publicysta i encyklopedysta
- Stanisław Leszczyński  – król polski
- Samuel Bogumił Linde – prezes Towarzystwa do Ksiąg Elementarnych, twórca Słownika Języka Polskiego
- Adam Tadeusz Naruszewicz – poeta, tłumacz, historyk
- Julian Ursyn Niemcewicz – poeta, działacz niepodległościowy
- Jan Piotr Norblin  – malarz, rysownik i grafik
- Józef Maksymilian Ossoliński – pisarz, literaturoznawca, działacz kulturalny, twórca Zakładu Narodowego im. Ossolińskich
- Grzegorz Piramowicz – kaznodzieja, pedagog, działacz oświatowy, pisarz i poeta
- Stanisław August Poniatowski  – król polski
- Stanisław Staszic – pisarz polityczny, działacz gospodarczy
- Jan Śniadecki – astronom, matematyk, filozof, twórca polskiej terminologii matematycznej
- Jędrzej Śniadecki – chemik, twórca polskiej terminologii chemicznej i pierwszego polskiego podręcznika chemii
- Stanisław Trembecki  – poeta, sekretarz królewski, dramatopisarz i historyk.
- Tomasz Kajetan Węgierski  –  poeta, badacz i podróżnik
- Franciszek Zabłocki – poeta, twórca polskiej komedii oświeceniowej, sekretarz Towarzystwa do Ksiąg Elementarnych
- Andrzej Załuski – twórca pierwszej polskiej biblioteki publicznej – Biblioteki Załuskich
- Józef Załuski – twórca pierwszej polskiej biblioteki publicznej – Biblioteki Załuskich

## Najważniejsze wydarzenia oświecenia w Polsce
- 1764 – koronacja Stanisława Augusta Poniatowskiego
- 1768–1772 – konfederacja barska
- 1772 – I rozbiór Polski
- 1788–1792 – Sejm Czteroletni
- 1791 – konstytucja 3 maja
- 1792 – konfederacja targowicka
- 1793 – II rozbiór Polski
- 1794 – insurekcja kościuszkowska
- 1795 – III rozbiór Polski
- 1806  – wkroczenie wojsk napoleońskich do Warszawy
- 1807  – utworzenie  Księstwa Warszawskiego
- 1807 – dekret grudniowy
- 1815 – utworzenie Królestwa Polskiego, z carem jako królem.